# Heterocharax
Heterocharax és un gènere de peixos de la família dels caràcids i de l'ordre dels caraciformes.

## Taxonomia
- Heterocharax leptogrammus Toledo-Piza, 2000[2]
- Heterocharax macrolepis Eigenmann, 1912[3]
- Heterocharax virgulatus Toledo-Piza, 2000[2][4][5][6][7][8][9][10]